# Карчовиці (Нижньосілезьке воєводство)
Карчовиці (пол. Karczowice) — село в Польщі, у гміні Цепловоди Зомбковицького повіту Нижньосілезького воєводства.
Населення — 54 особи (2011).
У 1975-1998 роках село належало до Валбжиського воєводства.

## Демографія
Демографічна структура станом на 31 березня 2011 року:
|          | Загалом | Допрацездатний вік | Працездатний вік | Постпрацездатний вік |
| -------- | ------- | ------------------ | ---------------- | -------------------- |
| Чоловіки | 25      | 4                  | 20               | 1                    |
| Жінки    | 29      | 7                  | 17               | 5                    |
| Разом    | 54      | 11                 | 37               | 6                    |